# (1129) Neujmina
(1129) Neujmina es un asteroide perteneciente al cinturón de asteroides descubierto el 8 de agosto de 1929 por Praskovia Gueórguievna Parjomenko desde el observatorio de Simeiz en Crimea.
Está nombrado en honor de Grigori Nikoláievich Neúimin (1886-1946), astrónomo ruso.
Neujmina forma parte de la familia asteroidal de Eos.